# 2016-os Kohler Grand Prix
A 2016-os Kohler Grand Prix volt a 2016-os IndyCar Series szezon kilencedik futama. A versenyt június 26-án rendezték meg a Michigani Elkhart Lake-ben. A versenyt az NBCSN közvetítette.

## Nevezési lista
| Csapat                         | Első versenyző | Első versenyző     | Második versenyző | Második versenyző | Harmadik versenyző | Harmadik versenyző | Negyedik versenyző | Negyedik versenyző |
| ------------------------------ | -------------- | ------------------ | ----------------- | ----------------- | ------------------ | ------------------ | ------------------ | ------------------ |
| Team Penske                    | 2              | Juan Pablo Montoya | 3                 | Hélio Castroneves | 12                 | Will Power         | 22                 | Simon Pagenaud     |
| Schmidt Peterson Motorsports   | 5              | James Hinchcliffe  | 7                 | Mihail Aljosin    |                    |                    |                    |                    |
| Chip Ganassi Racing Teams      | 8              | Max Chilton        | 9                 | Scott Dixon       | 10                 | Tony Kanaan        | 83                 | Charlie Kimball    |
| KVSH Racing                    | 11             | Sébastien Bourdais |                   |                   |                    |                    |                    |                    |
| A.J. Foyt Enterprises          | 14             | Szató Takuma       | 41                | Jack Hawksworth   |                    |                    |                    |                    |
| Rahal Letterman Lanigen Racing | 15             | Graham Rahal       |                   |                   |                    |                    |                    |                    |
| Dale Coyne Racing              | 18             | Conor Daly         | 19                | Gabby Chaves      |                    |                    |                    |                    |
| Ed Carpenter Racing            | 20             | Spencer Pigot      | 21                | Josef Newgarden   |                    |                    |                    |                    |
| Andretti Autosport             | 26             | Carlos Muñoz       | 27                | Marco Andretti    | 28                 | Ryan Hunter-Reay   |                    |                    |
| Andretti Herta Autosport       | 98             | Alexander Rossi    |                   |                   |                    |                    |                    |                    |

## Időmérő
Az időmérőt június 25-én, délután tartották. A pole-pozíciót Will Power szerezte meg Scott Dixon és Tony Kanaan előtt.
| Helyezés              | #  | Versenyző          | Csapat                         | Első csoport | Második csoport | Top 12    | Fast 6    |
| --------------------- | -- | ------------------ | ------------------------------ | ------------ | --------------- | --------- | --------- |
| 1.                    | 12 | Will Power         | Team Penske                    |              | 1:44,0025       | 1:42,4430 | 1:42,2105 |
| 2.                    | 9  | Scott Dixon        | Chip Ganassi Racing            | 1:42,4888    |                 | 1:42,1451 | 1:42,3759 |
| 3.                    | 10 | Tony Kanaan        | Rahal Letterman Lanigan Racing |              | 1:43,5253       | 1:42,4093 | 1:42,7279 |
| 4.                    | 22 | Simon Pagenaud     | Team Penske                    |              | 1:44,2585       | 1:42,4142 | 1:42,8573 |
| 5.                    | 3  | Hélio Castroneves  | Team Penske                    | 1:42,8944    |                 | 1:42,5556 | 1:42,9449 |
| 6.                    | 15 | Graham Rahal       | Rahal Letterman Lanigan Racing | 1:43,1585    |                 | 1:42,5540 | 1:43,7782 |
| 7.                    | 8  | Max Chilton        | Chip Ganassi Racing            | 1:43,1957    |                 | 1:42,7519 |           |
| 8.                    | 28 | Ryan Hunter-Reay   | Andretti Autosport             | 1:42,9735    |                 | 1:42,8318 |           |
| 9.                    | 18 | Conor Daly         | Dale Coyne Racing              |              | 1:43,4693       | 1:43,1073 |           |
| 10.                   | 26 | Carlos Muñoz       | Andretti Autosport             | 1:43,1519    |                 | 1:43,2001 |           |
| 11.                   | 83 | Charlie Kimball    | Chip Ganassi Racing            |              | 1:43,7253       | 1:43,2649 |           |
| 12.                   | 11 | Sébastien Bourdais | KVSH Racing                    |              | 1:43,8669       | 1:43,3291 |           |
| 13.                   | 7  | Mihail Aljosin     | Schmidt Peterson Motorsports   | 1:43,4024    |                 |           |           |
| 14.                   | 2  | Juan Pablo Montoya | Team Penske                    |              | 1:44,3570       |           |           |
| 15.                   | 14 | Szató Takuma       | A.J. Foyt Enterprises          | 1:43,5357    |                 |           |           |
| 16.                   | 98 | Alexander Rossi    | Andretti Herta Autosport       |              | 1:45,0840       |           |           |
| 17.                   | 20 | Spencer Pigot      | Ed Carpenter Racing            | 1:43,6432    |                 |           |           |
| 18.                   | 41 | Jack Hawksworth    | A.J. Foyt Enterprises          |              | 1:45,5110       |           |           |
| 19.                   | 19 | Gabby Chaves       | Dale Coyne Racing              | 1:43,6672    |                 |           |           |
| 20.                   | 21 | Josef Newgarden    | Ed Carpenter Racing            |              | 4:19,1862       |           |           |
| 21.                   | 27 | Marco Andretti     | Andretti Autosport             | 1:43,7289    |                 |           |           |
| 22.                   | 5  | James Hinchcliffe  | Schmidt Peterson Motorsports   |              | 4:29,0408       |           |           |
| HIVATALOS VÉGEREDMÉNY |    |                    |                                |              |                 |           |           |

## Rajtfelállás
| Rajtsor | Belső ív | Belső ív          | Külső ív | Külső ív           |
| ------- | -------- | ----------------- | -------- | ------------------ |
| 1.      | 12       | Will Power        | 9        | Scott Dixon        |
| 2.      | 10       | Tony Kanaan       | 22       | Simon Pagenaud     |
| 3.      | 3        | Hélio Castroneves | 15       | Graham Rahal       |
| 4.      | 8        | Max Chilton       | 28       | Ryan Hunter-Reay   |
| 5.      | 18       | Conor Daly        | 26       | Carlos Muñoz       |
| 6.      | 83       | Charlie Kimball   | 11       | Sébastien Bourdais |
| 7.      | 7        | Mihail Aljosin    | 2        | Juan Pablo Montoya |
| 8.      | 14       | Szató Takuma      | 98       | Alexander Rossi    |
| 9.      | 20       | Spencer Pigot     | 41       | Jack Hawksworth    |
| 10.     | 19       | Gabby Chaves      | 21       | Josef Newgarden    |
| 11.     | 27       | Marco Andretti    | 5        | James Hinchcliffe  |

## Verseny
A versenyt június 26-án, délután tartották. Will Power megőrizte elsőségét Dixonnal és Kanaannal szemben, azonban Rahal megelőzte Pagenaud-t. A hatodik helyre Hunter-Reay jött fel, de Castroneves hamar visszavette a pozícióját. Az első kör után Bourdais érkezett a pitbe hátsó szárny cserére, így egy kör után egy körös hátrányba került. A hetedik körben Dixon autója lelassult, majd feladta a versenyt motorhiba miatt. Az első kiállásig Power hat másodperces előnyt szedett össze Kanaannal szemben, akit a kiállások alatt Rahal megelőzött, de a brazil a hátsó egyenesben melegebb gumikkal visszavette a második helyet. Rahal és Pagenaud piros gumikkal köröztek, de a francia elképesztő tempót diktált velük: először Rahalt, majd Kanaant is megelőzte, illetve 14 másodperces hátrányát hatra csökkentette Powerral szemben. Pagenaud a leggyorsabb köreinek köszönhetően még egy másodpercet hozott csapattársán, aki a 38. körben érkezett a következő kerékcserére, majd egy körrel később Pagenaud is kijött. Az élen álló kettős fekete abroncsokat kapott, igaz nem kellett attól félniük, hogy Kanaan és Rahal a piros gumikkal utolérik őket. Ez a stratégia akár működhetid volna, de a 40. körben pályára gurult a Pace Car Conor Daly balesete miatt. Az amerikai versenyző jobb hátsó felfüggesztése az első kanyar előtt tört el, majd csapódott háttal a gumifalba. Az autót hosszú körökön át mentették, majd a mezőnyt elengették az utolsó öt körre. Power sikeresen leszakította az üldözőit, de Pagenaud ismét rossz futam eredmény elé nézhetett. A francia motorja rakoncátlankodott, így az utolsó körökben 11 versenyző is megelőzte. Kanaan az utolsó körre utolérte Powert, akinek több Push-to-Pass-a maradt, ennek köszönhetően megtartotta az első helyét. Power behúzta a futamgyőzelmet Kanaan és Rahal előtt, mögöttük Hunter-Reay, Castroneves és Kimball értek be.
| Helyezés              | #  | Versenyző          | Csapat                         | Futott kör (Kiesés oka) | Rajthely | Élen töltött körök száma | Pont |
| --------------------- | -- | ------------------ | ------------------------------ | ----------------------- | -------- | ------------------------ | ---- |
| 1.                    | 12 | Will Power         | Team Penske                    | 50 (1:39:10,3044)       | 1        | 46                       | 54   |
| 2.                    | 10 | Tony Kanaan        | Chip Ganassi Racing            | 50                      | 3        | –                        | 40   |
| 3.                    | 15 | Graham Rahal       | Rahal Letterman Lanigan Racing | 50                      | 6        | 2                        | 36   |
| 4.                    | 28 | Ryan Hunter-Reay   | Andretti Autosport             | 50                      | 8        | –                        | 32   |
| 5.                    | 3  | Hélio Castroneves  | Team Penske                    | 50                      | 5        | –                        | 30   |
| 6.                    | 83 | Charlie Kimball    | Chip Ganassi Racing            | 50                      | 11       | –                        | 28   |
| 7.                    | 2  | Juan Pablo Montoya | Team Penske                    | 50                      | 14       | –                        | 26   |
| 8.                    | 21 | Josef Newgarden    | Ed Carpenter Racing            | 50                      | 20       | –                        | 24   |
| 9.                    | 20 | Spencer Pigot      | Ed Carpenter Racing            | 50                      | 17       | –                        | 22   |
| 10.                   | 26 | Carlos Muñoz       | Andretti Autosport             | 50                      | 10       | –                        | 20   |
| 11.                   | 41 | Jack Hawksworth    | A.J. Foyt Enterprises          | 50                      | 18       | –                        | 19   |
| 12.                   | 27 | Marco Andretti     | Andretti Autosport             | 50                      | 21       | –                        | 18   |
| 13.                   | 22 | Simon Pagenaud     | Team Penske                    | 50                      | 4        | 2                        | 18   |
| 14.                   | 5  | James Hinchcliffe  | Schmidt Peterson Motorsports   | 50                      | 22       | –                        | 16   |
| 15.                   | 98 | Alexander Rossi    | Andretti Herta Autosport       | 50                      | 16       | –                        | 15   |
| 16.                   | 7  | Mihail Aljosin     | Schmidt Peterson Motorsport    | 50                      | 13       | –                        | 14   |
| 17.                   | 14 | Szató Takuma       | A.J. Foyt Enterprises          | 50                      | 15       | –                        | 13   |
| 18.                   | 11 | Sébastien Bourdais | KVSH Racing                    | 49                      | 12       | –                        | 12   |
| 19.                   | 19 | Gabby Chaves       | Dale Coyne Racing              | 49                      | 19       | –                        | 11   |
| 20.                   | 8  | Max Chilton        | Chip Ganassi Racing            | 48                      | 7        | –                        | 10   |
| 21.                   | 18 | Conor Daly         | Dale Coyne Racing              | 39 (Baleset)            | 9        | –                        | 9    |
| 22.                   | 9  | Scott Dixon        | Chip Ganassi Racing            | 6 (Mechanika)           | 2        | –                        | 8    |
| HIVATALOS VÉGEREDMÉNY |    |                    |                                |                         |          |                          |      |

## Statisztikák
Az élen töltött körök száma
- Will Power: 46 kör (1–11), (14–37), (40–50)
- Simon Pagenaud: 2 kör (38–39)
- Graham Rahal: 2 kör (12–13)

## A bajnokság élmezőnyének állása a verseny után
| Pozíció | Versenyző         | Pont |
| ------- | ----------------- | ---- |
| 1       | Simon Pagenaud    | 375  |
| 2       | Hélio Castroneves | 301  |
| 3       | Will Power        | 294  |
| 4       | Scott Dixon       | 285  |
| 5       | Josef Newgarden   | 283  |